# CGTN
China Global Television Network o CGTN è un canale televisivo all-news di notizie 24 ore su 24 in lingua inglese, posseduto dal China Media Group, gruppo editoriale statale noto anche come "Voice of China" e sotto il controllo del Dipartimento di Propaganda del Partito Comunista Cinese.
Il canale è stato lanciato il 31 dicembre 2016 come rebranding di CCTV-NEWS, nota fino al 2009 come CCTV-9 (da non confondere con la tuttora esistente CCTV-9).
CGTN trasmette nel mondo sia via satellite, sia via cavo. In Italia è ricevibile in chiaro dai satelliti Hotbird e Astra ed è visibile anche su Tivùsat alla LCN 87.

## Palinsesto
Programmi attuali
- Africa Live
- America's Now
- Asia Today
- Assignment Asia
- Big Story
- China 24
- China Insight
- Closer To China with Robert Kuhn
- Crossover
- Culture Express
- Dialogue with Yang Rui
- Faces of Africa
- Full Frame
- Global Business
- Global Watch
- Match Point
- My China
- New Money
- Rediscovering China
- Spectrum Asia
- Sports Scene
- Talk Africa
- The Heat
- The Link
- The Point with Liu Xin
- The World Today
- Travelogue
- World Insight with Tian Wei

Programmi non più in onda
- Around China
- Biz Asia
- Biz Asia America
- Biz China
- Biz Talk
- Centre Stage
- China Today
- China This Week
- Destination Brazil
- Documentary
- Game Time London
- Growing Up With Chinese
- Journeys in Time
- Kung Fu
- Learn Chinese
- Nature and Science
- New Frontiers
- News Desk
- News Hour
- News Update
- Seventeen Days In Beijing
- Story Board
- Tech Max
- Travel In Chinese
- Up Close
- World Wide Watch